# 甘味

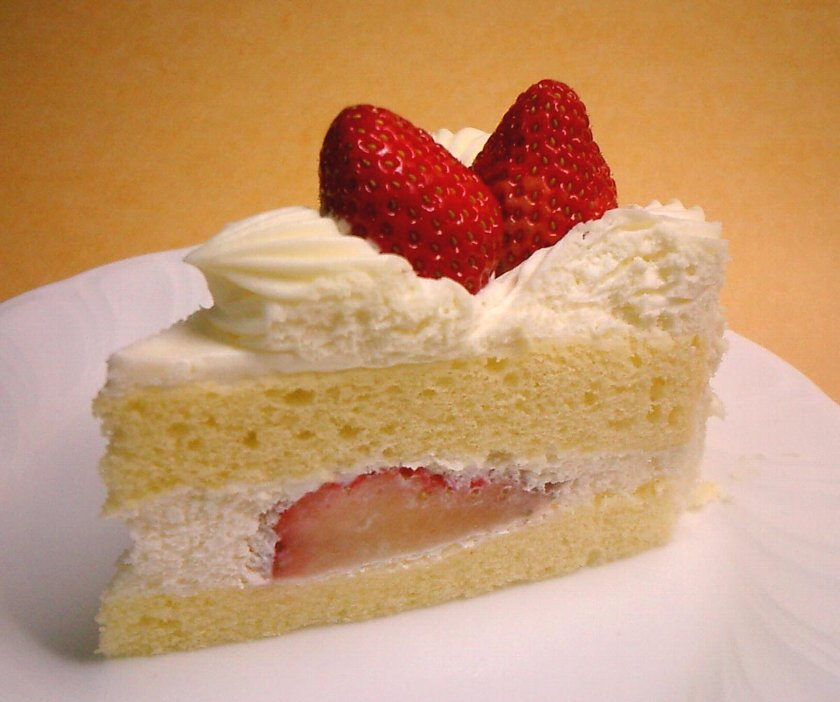
ショートケーキなど、甘味のある食品はおやつやデザートとして食べられる。

甘味（かんみ、あまみ）とは味覚の一つ。菓子や果物などの甘い食べ物を食べたとき感じる味のこと。甘み（あまみ）。甘味（かんみ）は甘い食べ物の意味でも用いられる。
サトウキビなどから精製された砂糖や、果物に含まれる果糖などが甘味の主なものだが、近年は甘味料を使い、人工的に甘味を付けていることも多い。甘味の強さを甘味度といい、スクロース（砂糖）の何倍甘いかを数値で表わす。

## 糖の甘味

糖と甘味料の相対的な甘さ

フルクトース（果糖）が商業的に食品や飲料に使われる主な理由は、そのコストの低さと相対的に強い甘さである。フルクトースは天然に存在する糖の中では最も甘く、スクロース（砂糖）の1.73倍甘いとされている。その甘さはピラノース型のものであり、フラノース型のものは砂糖と同程度の甘さである。フルクトースは暖めるとフラノース型が形成される。フルクトースは高温ではスクロース（砂糖）の 60% の甘味度しかなく、40 ℃ 以下でないと砂糖よりも甘くならないので、フルクトースの甘さは温度によって大きく左右される。フルクトースを含む果物や転化糖は冷やすと甘味が強くなる。フルクトースの甘さはスクロースやデキストロースよりも早く知覚され、味の感覚は、スクロースに比べより早く、より強いピークに達し、早く減衰する。フルクトースは他の風味を強めることもできる。このフルクトースの甘味の強さを利用して転化糖や異性化糖が利用されている。特に異性化糖は、成分に応じてブドウ糖果糖液糖や果糖ブドウ糖液糖とも呼ばれ、その甘味の割にコストが安く、清涼飲料水に多く使われている。

## ノンカロリーシュガー
カロリーの制限が必要な糖尿病の患者や、ダイエットが目的の人のために、
- アスパルテーム
- アセスルファムカリウム
- エリトリトール
- ステビア
- スクラロース

など、カロリーが低いが甘みは強いという成分を使用したノンカロリーシュガーと呼ばれる人工甘味料があり、ダイエット飲料などに利用されている。

## 甘味料以外の甘みを持つ物質
無機化合物では、塩化ベリリウムと酢酸鉛が甘みをもつ物質として知られているが、両者とも毒性が強い。自動車のNOSなどに使われる亜酸化窒素は、吸引すると香気と甘味を感じる物質である。
有機化合物では、100種以上の化合物が甘みを持つことが知られている。特にクロロホルム、ニトロベンゼン、エチレングリコール、グリセリン、グリシン、グリコーゲンなどが有名だが、クロロホルム、ニトロベンゼン、エチレングリコールなどは毒性が強いことで知られる。グリシンはホッコクアカエビ（甘海老）、ナミクダヒゲエビ、ユムシなどの主な甘味成分で、ホタテガイ類の貝柱はグリコーゲンによる甘味を持つ。
世界でもっとも甘い化合物はラグドゥネームで、砂糖の22万から30万倍の甘みを持つとされる。